# Berlinia hollandii
Berlinia hollandii ies una especie de leguminosa perteneciente a la subfamilia Caesalpinioideae. Se encuentra solamente en  Nigeria. Está considerada en peligro de extinción por la pérdida de hábitat.

## Descripción
Es un pequeño árbol que alcanza los 6 a 9 metros de altura. Aparentemente endémica del sureste de Nigeria. La información actual indica que no se encuentra en las colinas de Oban en el parque nacional de Cross River.